# Bo Hultin
Bo Sivert Hultin, född den 13 april 1941 i Stockholm, är en svensk militär.
Bo Hultin är son till maskinförare Evert Hultin och Siri Börjesson. Han blev officer 1966, kapten vid Bodens artilleriregemente 1972, major vid Militärområdesstaben i Övre Norrlands militärområde i Boden 1977 och knöts 1979 till försvarsstaben 1979, överstelöjtnant i generalstabskåren 1983 och bataljonschef vid Bodens artilleriregemente 1985. Hultin var chef för FN-bataljonen 90C 1987. Han blev avdelningschef i försvarsstaben 1987, var projektledare för försvarsmaktsövningen Nordanvind 1987–1991. Hultin blev överste i generalstaben och chef för arméfördelningstaben i Övre Norrland 1992 samt var försvarsområdesbefälhavare och chef för Norrbottens gränsjägare 1997-2000. Åren 2000–2001 var han anställd i generalstaben och projektledare för Norra militärdistriktets stab.